# 烏斯蒂尼夫卡
47°56′45″N 32°32′3″E / 47.94583°N 32.53417°E
烏斯蒂尼夫卡（烏克蘭語：Устинівка），又按俄语名译为乌斯季诺夫卡，是烏克蘭中部基洛夫格勒州克罗皮夫尼茨基区乌斯蒂尼夫卡市镇的鎮及行政中心。曾是原烏斯蒂尼夫卡區的区府。面積9.1平方公里，海拔高度76米，2025年人口3,077，人口密度每平方公里388.8人。